# Sipra
Sipra és un riu de Madhya Pradesh també anomenat Kshipra o Avantinadi, considerat un riu sagrat. Neix a la regió de Malwa a la muntanya de Kokrl Bardi a uns 20 km al sud-est d'Indore a la vora del poble d'Ujeni i corre generalment en direcció nord-oest en un curs sinuós. Passa per Ujjain on hi ha diversos ghats i temples i el famós palau de l'aigua de Kaliadeh, i passa a uns 50 km al nord de la ciutat de Mehidpur; després d'un curs total de 311 km desaigua al Chambal prop del poble de Kalu-Kheri. A cada tros del riu hi ha llocs sagrats o escenes de m. El riu segons la llegenda, va sorgir de la sang de Vishnu i en alguns perides el liquid es tornava llet. No porta aigua o molt poca a l'època seca.